# IJshaar

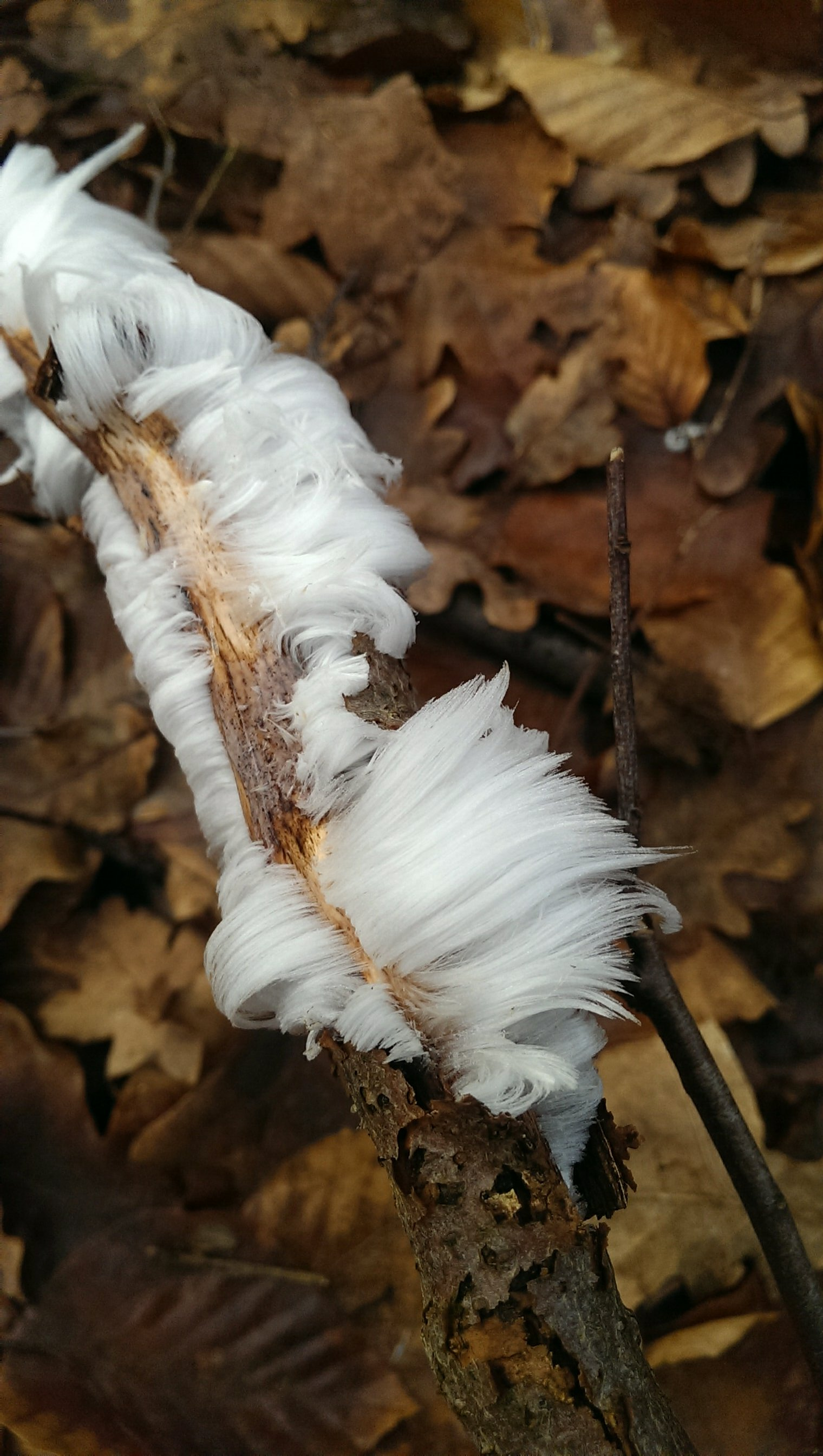
IJshaar op een dode tak.

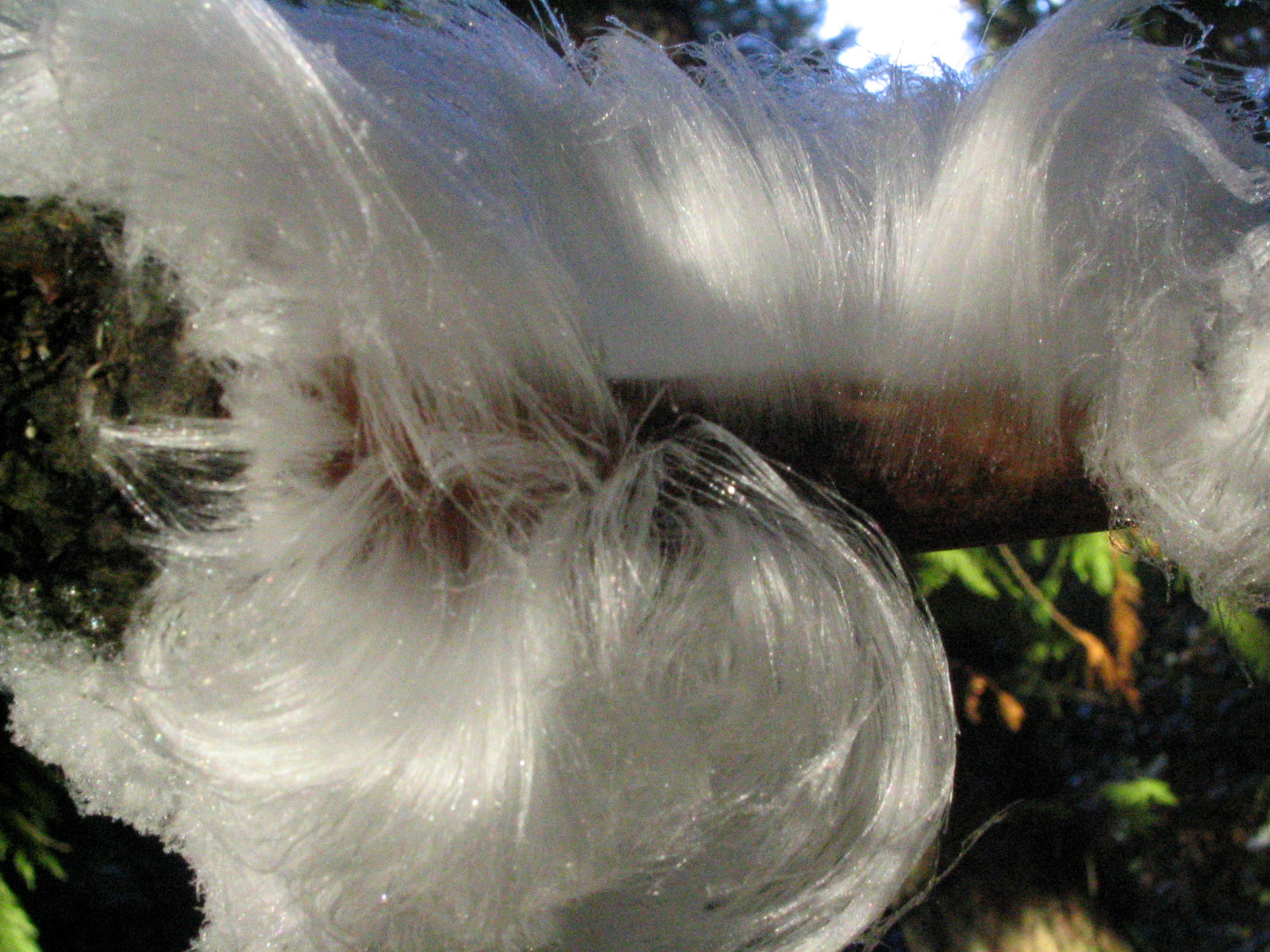
IJshaar (Canada).

IJshaar, ook wel haarijs, sneeuwbaard of baardijs is een zeldzaam natuurlijk verschijnsel waarbij een haarachtige, wollige ijsstructuur ontstaat op dood en nat kernhout van loofbomen, maar niet op de bast. Het is naar buiten geperst water dat bevriest tijdens vorst.

## Vorming
IJshaar kan ontstaan als de luchttemperatuur even onder het vriespunt ligt. In het hout komen schimmels voor en bij de stofwisseling van deze schimmels komt onder andere water vrij dat door zeer kleine openingen in het hout (houtstralen) naar buiten wordt geperst. Het naar buiten geperste water bevriest tot een haarachtige structuur. Een hoge luchtvochtigheid is noodzakelijk voor de succesvolle vorming van ijshaar zodat het naar buiten geperste water niet kan verdampen en voor bevriezing beschikbaar blijft. Zolang de schimmels water blijven produceren en de klimatologische omstandigheden gunstig blijven, kan ijshaar aan blijven groeien. Als de luchttemperatuur te laag wordt, daalt de stofwisseling van de schimmels tot zo'n laag niveau dat er onvoldoende water geproduceerd wordt. De schimmel die voorkwam in het hout van alle proeven was het rozeblauwig waskorstje.
IJshaar is zeer teer en smelt bij aanraking direct weg. In zonlicht zal het snel sublimeren en verdwijnen. IJshaar is daarom alleen 's morgens vroeg of op schaduwrijke plaatsen te vinden.
In 1918 publiceerde Alfred Wegener in het tijdschrift Die Naturwissenschaften zijn artikel "Haareis auf morschem Holz" over het fenomeen ijshaar.

## Trivia
- Haarijs staat ook wel bekend als 'de baard van Koning Winter'.